# Jedle pod Hůrkou
Jedle pod Hůrkou je památný strom - jedle bělokorá (Abies alba), která roste v hustém lese přibližně 5 km západně od osady Český Chloumek, části obce Útvina v okrese Karlovy Vary v Karlovarském kraji. Jedle má výšku 38 m a obvod kmene 345 cm, čímž je nejmohutnější evidovanou památnou jedlí v Karlovarském kraji. Za památný byla vyhlášena v roce 2012 jako strom významný stářím a vzrůstem a jako ochrana genofondu. Je zároveň uvedena na seznamu významných stromů Lesů České republiky.

## Stromy v okolí
- Křížové stromořadí
- Stromořadí princezny Marie
- Jabloň u Českého Chloumku